# Norberto Eléspuru
Juan Norberto Eléspuru y Martínez de Pinillos, más conocido como Norberto Eléspuru, (Tacna, 1817-Lima, 26 de abril de 1886) fue un militar, político y diplomático peruano. Participó en las guerras civiles de las primeras décadas de la República peruana.

## Biografía
Hijo del gran mariscal Juan Bautista Eléspuru y de María Natividad Martínez de Pinillos.
A la edad de trece años ingresó como cadete al Colegio Militar, egresando con el grado de subteniente. Su carrera debió desenvolverse inicialmente al lado de su padre, que por entonces se había puesto a órdenes del general Agustín Gamarra para combatir la invasión boliviana encabezada por Andrés de Santa Cruz. Fue así como luchó en la batalla de Yanacocha donde fue herido en la pierna derecha (1835). Marchó luego hacia Lima; por entonces ya tenía el grado de capitán. Posiblemente siguió acompañando a su padre a lo largo de su lucha contra la Confederación Perú-Boliviana. Fue así como, ya con el grado de sargento mayor, lo vemos luchar en la batalla de Yungay, donde su padre, que comandaba una de las divisiones del Ejército Restaurador peruano-chileno, resultó gravemente herido, falleciendo pocos días después, mereciendo de manera póstuma el grado de Gran Mariscal.
Continuó su carrera militar, respaldando a los gobiernos constitucionales. En 1845 pasó a Chile como secretario de la legación peruana encabezada por Benito Laso, que era su suegro, pues en 1839 se había casado con su hija, la escritora Juana Manuela Laso de la Vega.
En el primer gobierno de Ramón Castilla fue intendente de Arequipa, cargo que ejerció de mayo a noviembre de 1850. En el gobierno de José Rufino Echenique, su amigo, fue subprefecto de provincia de Lampa (1853-1854).
Instaurado el segundo gobierno (provisional) de Castilla, respaldó la rebelión del general Manuel Ignacio de Vivanco, al que sirvió como ayudante de Estado Mayor en el combate de Yumina. Por su actuación mereció una Cruz al Mérito de 2.ª clase (1857).
Triunfante Castilla sobre Vivanco tras una sangrienta guerra civil, se mantuvo alejado del servicio durante varios años. En 1861 acompañó en el destierro al expresidente Echenique, que había vuelto al Perú, luego de estar ausente desde su derrocamiento en 1855. Durante el gobierno de José Balta estuvo desempeñando cargos diplomáticos en el Lejano Oriente y en Londres (1870).
Ya readmitido en el servicio, ascendió a General de Brigada en 1876. Al estallar la guerra con Chile en 1879 se hallaba ya en retiro. Producida la ocupación de Lima por los chilenos en 1881, participó en la reunión de personas notables que eligió a Francisco García Calderón como presidente de la República. Su hijo, Juan Norberto Eléspuru, que era también militar, luchó en dicha guerra en la defensa de Lima y la campaña de la Breña.

## Descendencia
Casado con Juana Manuela Laso de la Vega y de los Ríos, fue padre de: María de las Mercedes (n. 1843); Juan Norberto (n. 1846); Felipe Teobaldo (n. 1849); Manuel Leonidas (n. 1852); José Francisco (n. 1854); Carlos (n. 1858); y María Isabel (n. 1859).